# Жоффруа ле Ра
Жоффруа́ ле Ра (фр. Geoffroy le Rat; год и место рождения неизвестны — 1207, Палестина) — 12/13-й Великий магистр ордена госпитальеров (1206—1207), военачальник.

## Краткие сведения
На гравюре значится «12-й великий магистр Мальтийского ордена», когда основатель ордена Жерар Тен не считается первым его магистром. Однако порядковые номера глав ордена меняются (сдвигаются), если основателя считать первым магистром.
Согласно данным Жозефа Делавиля ле Руля (Joseph Delaville Le Roulx), авторитетного специалиста по истории Мальтийского ордена,  Жоффруа ле Ра сменил своего предшественника Афонсу Португальского на посту великого магистра ордена иоаннитов в 1206 году, но пробыл на нём не долго, немногим менее или более года, до 22 мая 1207 года, даты последнего упоминания в занимавшемой должности. Имеются документальные подтверждения того, что уже 1 октября 1207 года обязанности великого магистра ордена исполнял Гарен де Монтегю.